# 망각화
망각화(望刻化, Manggakwha)는 대한민국의 록 밴드이다.
1998년 결성된 부산 출신의 전설의 얼터너티브 록 밴드 '타부'의 메인보컬이었던 양주영이 타부 해체 후 같은 부산의 대표 록 밴드 '언체인드'의 베이시스트였던 오윤호와 2003년 결성하였고 이후 재즈를 전공한 기타리스트 김재익과 드러머 이상곤까지 합류하면서 4인조의 구성으로 팀을 이루어 활동을 하게 되었다.

그리고 몇년의 언더생활 끝에 2007년 6월, 싱글앨범 `고래`로 데뷔했다.
2013년 4인조 밴드에서 양주영 1인체제로 활동했고
2014년 기준으로, 보컬 양주영, 베이스 오윤호, 드럼 이상곤의 3인체제로 활동중이다.

## 구성원
- 양주영 (보컬 & 기타)
- 오윤호 (베이스&리더 혹은 정신적 지주)
- 이상곤 (드럼&퍼커션)

### 이전 구성원
- 김재익 (전기 기타 & 코러스)
- 유홍 (드럼)

## 음반 목록

### EP
- 고래 (1st EP /2007)

1. 고래 돌고래
2. 305
3. 메일주
4. 멜뤼젤

- 나만 아는 이야기 (2nd EP /2011)

1. 잊는다
2. 조금 많이
3. 나만 아는 이야기
4. 포니보이

- 춤추는 삶 (3rd EP /2012)

1. 춤추는 삶
2. April
3. 물총고기
4. 어쩌면 또 다시

- 차가운 노래 (4th EP /2012)

1. 차가운 노래
2. 타쉬켄트에서 온 일곱 통의 편지
3. The Girl In The Storybook
4. 지금 이순간에도

### 정규앨범
- 몹시 용기를 내어 (정규 1집/2011)

1. 너는 날
2. 몹시 용기를 내어
3. 그녀의 갤럭시
4. 그리고 밤
5. 마녀
6. 물결치는 마음
7. 조금 많이 (full ver.)
8. 달과 6펜스

- Ordinary Five (정규 2집/2013)

1. 오늘의 눈물
2. Ordinary Five
3. Coast Travelers
4. 어어어어, 몰라
5. 우린 더 이상 함께 할 수 없을 지도 몰라
6. The Epic Novel Summer
7. 아멜리에
8. 안경 쓴 날
9. 입술, 너의 입술
10. 마지막 인사라고 하기엔

- The Rumor' (정규 3집/2014)

1. Mojo girl
2. Floating Village
3. Beach H
4. 넌 나의 우주
5. Blue is beautiful
6. Everything is blowing down
7. Cardinal Road
8. 이별은 시작
9. 깊은 새벽으로 달려가는 우리의 꿈